# Razorfish
Razorfish ist Teil der Publicis Groupe und war weltweit eine der größten interaktiven Agenturen. Razorfish stellte verschiedene Dienstleistungen bereit wie Webentwicklung, Mediaplanung- und einkauf, Technologie und Innovation, aufstrebende Medien, Analytik, Mobile, Werbung, kreatives Marketing, Marketing in sozialen Medien und der Suche.
Weltweit beschäftigte Razorfish 2014 mehr als 2000 Mitarbeiter auf fünf Kontinenten und hatte 2012 in den USA Niederlassungen in New York City, Chicago, Seattle, San Francisco, Philadelphia, Portland, Los Angeles, Atlanta und Austin. Das Unternehmen belegte 2012 auf der Agency A-List von AdAge den 4. Platz.

## Geschichte
Das Unternehmen Razorfish wurde 1994 in New York City von Crag Kanarick und Jeff Dachis, Freunden aus Kindertagen, unter dem Motto „Solutions to Hard Problems“ („Lösungen zu schwierigen Problemen“), gegründet. Ursprünglich hatte das Unternehmen seinen Hauptsitz in Jeffs Wohnung im Stadtteil Alphabet City des New Yorker Stadtbezirks Manhattan. Das erste große Projekt war eine Erstellung einer kleinen Internetseite für 20.000 US-Dollar, für die New York Botanical Society. Dieser Auftrag wurde von der Geschäftseinheit „Pathfinder“ des Unternehmens Time Warner erteilt. Einige Monate später stellte Razorfish drei neue Mitarbeiter ein und zog in ein Büro am Broadway um.
Im August 1998 fusionierte Razorfish mit der schwedischen Internet-Agenturgruppe Spray Network. Spray Network hatte damals Büros in Stockholm, Oslo, Helsinki und Hamburg. Die Hamburger Niederlassung firmierte dabei als deutsche Aktiengesellschaft (Spray Network AG), gegründet 1997 von Hokan Lejdstrand und Philipp Schäfer und arbeitet u. a. für Audi, Hypovereinsbank und Gruner+Jahr. Die fusionierte Firma beschäftigte nach der Fusion weltweit 320 Mitarbeiter und firmierte kurzzeitig als Spray Razorfish, bevor sie global wieder als Razorfish auftrat.
Razorfish generierte 1988 mehr als 83 Millionen US-Dollar Umsatz, war profitabel und hatte mehr als 1.100 Angestellte.
Im April 1999 ging Razorfish an die US-Börse und erlöste 48 Millionen US-Dollar.
1999 erwarb Razorfish für 677 Millionen US-Dollar den von Michael Pehl aufgebauten Systemintegrator i-Cube (International Integration Inc.), um sich durch so verstärkte technologische Kompetenzen im internationalen Marktumfeld besser behaupten zu können. Das Unternehmen expandierte von 2005 bis 2007 im Ausland durch Akquisitionen in London, Paris, Sydney, Hongkong, Shanghai, Peking, Berlin, Frankfurt am Main, Singapur und einem Joint Venture in Tokio. Razorfish begann im Jahr 2013 seine Geschäftstätigkeit in Indien durch den Kauf von Neev Technologies. Der Sitz von Razorfish Neev befand sich in Bangalore und bot ausgelagerte Lösungen für Produkt- und Anwendungsentwicklung an.
Razorfish fusionierte im Oktober 2016 mit der Division SapientNitro, einer Schwesterfirma der Publicis Groupe, der Sapient Corporation zu SapientRazorfish.
Publicis kündigte im Juli 2018 an, SapientRazorfish auslaufen zu lassen und deren Mitarbeiter in das Unternehmen Publicis.Sapient zu integrieren.
Publicis gab am 13. Februar 2019 bekannt, dass aus Publicis.Sapient, SapientRazorfish und Sapient Consulting die Marke Publicis Sapient geworden ist. Diese wird vom CEO Nigel Vaz geleitet.